# Reyner Banham
Peter Reyner Banham (Norwich, 2 de marzo de 1922 – Londres, 19 de marzo de 1988) fue un escritor y crítico de la arquitectura británico.
Se hizo famoso con su tratado teórico Theory and Design in the First Machine Age (1960) y con su libro de 1971 Los Angeles: The Architecture of Four Ecologies.
En otra de sus obras, The New Brutalism: Ethic or Aesthetic? (1966) hizo un análisis del movimiento brutalista.

## Selección de obras
- Theory and Design in the First Machine Age. Praeger. 1960. Theory and Design in the First Machine Age: Second Edition. Praeger. 1967.
- Guide to Modern Architecture. Architectural Press. 1962. ISBN 978-0-85139-261-5.
- The New Brutalism. Architectural Press. 1966.
- Architecture of the Well-tempered Environment. Architectural Press. 1969. ISBN 978-0-85139-073-4. Architecture of the Well-tempered Environment: Second, Revised Edition. Architectural Press. 1984. ISBN 978-0-85139-749-8.
- Los Angeles The Architecture Of Four Ecologies. Harper and Row. 1971. ISBN 978-0-7139-0209-9.
- Megastructure. Thames and Hudson Ltd. 1976.
- Scenes in America Deserta. Thames and Hudson. 1982. ISBN 978-0-500-01292-5.
- A Concrete Atlantis: US Industrial Building and European Modern Architecture. MIT Press. 1989. ISBN 978-0-262-52124-6.